# 944 Hidalgo
944 Hidalgo је астероид. Приближан пречник астероида је 38, , 
а средња удаљеност астероида од Сунца износи 5,743 астрономских јединица (АЈ). 
Инклинација (нагиб) орбите у односу на раван еклиптике је 42,548 степени, а орбитални период износи 5027,873 дана (13,765 године). Ексцентрицитет орбите астероида износи 0,660. 
Апсолутна магнитуда астероида износи 10,77 а геометријски албедо 0,06.
Астероид је откривен 31. октобра 1920. године.